# Almost Heroes
Almost Heroes es una película cómica de 1998, protagonizada por Chris Farley y Matthew Perry y dirigida por Christopher Guest. Es narrada por Harry Shearer, quien es conocido por dar su voz al personaje de Ned Flanders en Los Simpsons y también por ser miembro de la banda semificticia Spinal Tap.

## Argumento
La película sigue el viaje ficticio de Leslie Edwards y Bartholomew Hunt quienes están compitiendo contra los famosos Lewis y Clark, en la carrera a través de Estados Unidos al Océano Pacífico. En el camino, el grupo atraviesa diversos contratiempos hasta que llegan justo antes de la expedición de Lewis y Clark. Su éxito los conduce a la expedición de Edwards y Hunt para explorar el mundo desconocido.

## Elenco
- Chris Farley como Bartholomew Hunt.
- Matthew Perry como Leslie Edwards.
- Lisa Barbuscia como Shaquinna.
- Eugene Levy como Guy Fontenot.
- Bokeem Woodbine como Jonah.
- David Packer como Bidwell.
- Kevin Dunn como Hidalgo.
- Christian Clemenson como el sacerdote.
- Hamilton Camp como Pratt.
- Patrick Cranshaw como Jackson.
- Steven M. Porter como Higgins.
- Aaron Galloway como Jefe de Dos Caminos.
- Brandon Kimble como Bent Twig.
- Jimmy Martin Chamness III como Straw Woman.
- Don Lake como el taxidermista.
- Frank Salsedo como el líder de los viejos indios.
- Kyle Smith como Bear.
- Austin Witherspoon como Bartholomew Hunt Stunt Double.